# Jürgen Milewski
Jürgen Milewski (Hannover, 19 ottobre 1957) è un ex calciatore tedesco, di ruolo attaccante.

## Carriera
Con l'Amburgo vinse per due volte la Bundesliga (1982, 1983) e per una volta la Coppa dei Campioni (1983).

## Palmarès

### Giocatore

#### Club

##### Competizioni nazionali
- Campionato tedesco: 2

Amburgo: 1981-1982, 1982-1983

##### Competizioni internazionali
- Coppa dei Campioni: 1

Amburgo: 1982-1983